# Kabaw

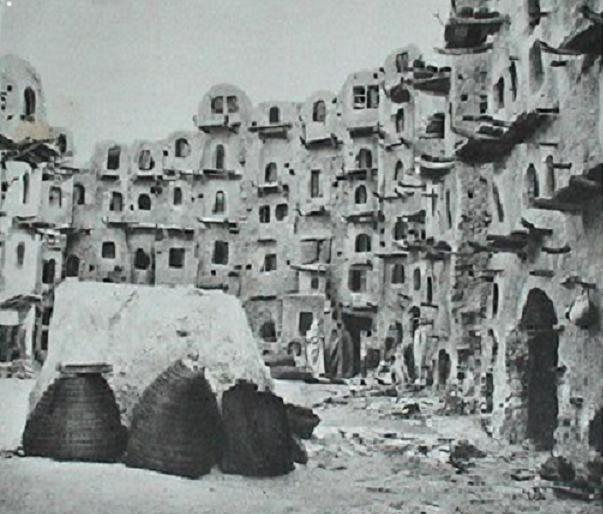
Ksar von Kabaw in Libyen (Aufnahme entstanden zwischen 1950 und 1960). Die außerordentlich imposante Speicherburg mit ihren – in bis zu fünf Ebenen übereinander angeordneten ghorfas – ist nur noch in Teilen erhalten.

Kabaw oder Cabao (arabisch كاباو, Zentralatlas-Tamazight ⴽⴰⴱⴰⵡ Kabaw) ist ein kleiner, von Berbern bewohnter Ort mit ca. 1.000 Einwohnern im Munizip Nalut (Libyen). In erhöhter Lage und etwas abseits vom Ort liegt eine äußerst imposante Speicherburg (ksar).

## Lage
Kabaw liegt in einer Höhe von etwa 690 m und etwa 30 km Luftlinie (etwa 65 Straßenkilometer) östlich von Nalut in den Nafusa-Bergen. Die Entfernung zur nordöstlich gelegenen libyschen Hauptstadt Tripolis beträgt etwa 265 km.

## Ortsbild
Der alte Ortsteil mit seinen Lehmbauten ist – anders als in Ghadames – von seinen Bewohnern weitgehend aufgegeben worden und verfällt zusehends. Im neuen Ortsteil stehen moderne Häuser im Einheitsstil mit Wänden aus Hohlblocksteinen, Decken und Treppen aus Beton, Türen aus Metallblechen und Satellitenschüsseln auf den Flachdächern.

## Ksar

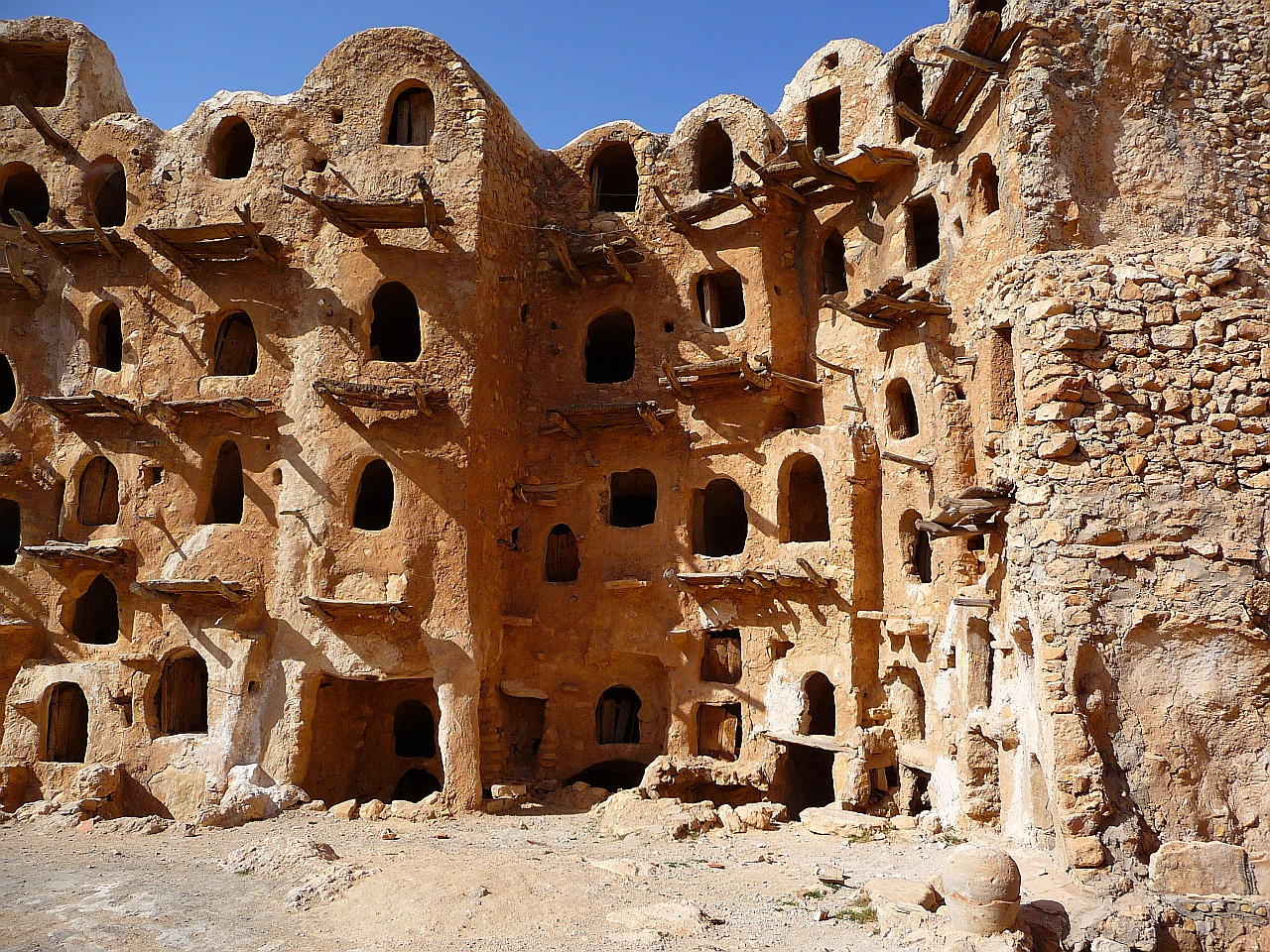
Kabaw – Speicherburg (ksar)

### Baugeschichte
Die einzige Sehenswürdigkeit des Ortes ist die mehrstöckige Speicherburg (ksar), deren Vielzahl von Speicherkammern (ehemals etwa 200) darauf schließen lässt, dass sie von mehreren Dörfern gemeinsam gebaut und genutzt wurde. Ursprünglich dürfte der gesamte Bau nur zwei- oder dreigeschossig gewesen sein; bei Bedarf wurden einfach weitere Speicherkammern aufgesetzt. Angesichts der nicht vorhandenen schriftlichen Quellen kann das Alter des Bauwerks nur grob geschätzt werden – man geht von etwa 500 bis 800 Jahren aus. Ob es einen älteren Vorgängerbau gegeben hat, ist unklar. Im Jahr 2000 wurden an der Anlage Sicherungsarbeiten durchgeführt.

### Funktion
Im Ksar wurden während der Zeit der sommerlichen Wanderungen mit den Viehherden (Schafe und Ziegen) haltbare Lebensmittel (Getreide, Öl, Datteln, Mandeln, Feigen, Nüsse etc.), aber auch Haushalts- und Ackergerätschaften deponiert und von einer Wachmannschaft gegen Überfälle von umherziehenden Nomaden oder verfeindeten Berberclans gesichert. Jede Familie besaß eine, manchmal auch zwei Kammern. Manchmal fanden auch Handelskarawanen in dem Ksar Herberge und Schutz und – obwohl bei der als Selbstversorger lebenden Landbevölkerung nicht viel zu holen war – wurden in manchen Fällen auch Waren getauscht oder gekauft.

### Baumaterial
Der gesamte Bau wurde ausschließlich aus den vor Ort vorkommenden Materialien errichtet (Bruchsteine, Lehmerde, Palmstämme etc.) und in Teilen mit Lehmerde verputzt. Der alle paar Jahre zu erneuernde Verputz schützte die Mauern des Ksar vor Auswaschungen durch Sandstürme und Regen.

### Anlage
Die Speicherburg liegt an einem Felsvorsprung hoch über einem Taleinschnitt der Nafusa-Berge. Die Außenmauern der Anlage sind aus Bruchsteinen in Trockenbauweise aufgeschichtet und bilden nahezu einen Kreis. Der dorfseitig gelegene Teil der Anlage ist entweder unvollendet oder eingestürzt; die Talseite mit ihren bis zu fünfstöckig übereinander liegenden Speicherkammern ist dagegen noch recht gut erhalten.

### Architektur
Die gewölbten, im Innern nur etwa 1,70 m hohen und ca. 2,20 m breiten – fenster- und somit lichtlosen – Speicherkammern (ghorfas) sind in mehreren Stockwerken übereinander angeordnet. Interessant sind die Vor- und Rücksprünge einzelner Bauteile und Kammern; dadurch wird eine architektonische Strenge des Bauwerks vermieden und gleichzeitig die Stabilität erhöht. Die aus Holzbrettern und -stämmen gefertigten Podeste vor den – oft gewölbten – Eingängen der Kammern wurde nicht mit Hilfe von Leitern, sondern über – versetzt im Mauerwerk eingelassene – Trittsteine erreicht. Die hölzernen Türen waren mit komplizierten Holzschlössern (später Metallschlössern) gesichert – Schlösser und Holztüren sind allesamt verschwunden; manchmal werden sie in den Antiquitätenläden der Großstädte zum Kauf angeboten.

### Moschee
Das kleine, weiß getünchte, aber ansonsten völlig schmucklose Gebäude im Innenhof wird als Gebetsraum/Moschee angesehen, in welcher der oder die Wächter ihr Gebet verrichten konnten. Bei dem Bau dürfte es sich um eine spätere Zutat handeln.